# Le Lion de Damas
Pour plus de détails, voir Fiche technique et Distribution.
Le Lion de Damas (Il leone di Damasco) est un film italien de Corrado D'Errico et Enrico Guazzoni, sorti en 1942.

## Fiche technique
- Titre original : Il leone di Damasco
- Titre français : Le Lion de Damas
- Réalisation : Corrado D'Errico et Enrico Guazzoni
- Scénario : Alessandro De Stefani et Omar Salgari d'après le roman d'Emilio Salgari
- Photographie : Massimo Terzano
- Montage : Eraldo Da Roma
- Musique : Amedeo Escobar
- Pays d'origine : Royaume d'Italie
- Format : Noir et blanc - 1,37:1 - Mono
- Genre : aventure
- Date de sortie : 1942

## Distribution
- Carla Candiani : Leonora Bragadin / Capitan Tempesta
- Carlo Ninchi : Moulia El Kader, le lion de Damas
- Doris Duranti : Haradia
- Adriano Rimoldi : Marcello Corner
- Dina Sassoli : Suleika
- Carlo Duse : Methioub
- Erminio Spalla : El Kadur
- Nicolás D. Perchicot : Alì Pascià
- Annibale Betrone : Marc'Antonio Bragadin
- Rafael Rivelles : Lachinsky
- Emilio Petacci
- Pina Piovani